# Richard Bube
Richard H. Bube (10 de agosto de 1927 - 9 de junho de 2018) foi um físico estadunidense.

## Obras

### Engenharia
- Electrons in solids : an introductory survey (1982, 1992), Richard H Bube
- Photoconductivity of solids (1960, 1978)
- Fundamentals of solar cells : photovoltaic solar energy conversion co-authored with Alan L Fahrenbruch(1983)
- Electronic properties of crystalline solids: an introduction to fundamentals (1974)
- Photoelectronic properties of semiconductors by Richard H Bube (1992)
- Photovoltaic materials (1998), ISBN 1-86094-065-X
- Photoinduced defects in semiconductors co-authored with David Redfield (1996)
- Annual review of materials science (1971-onward)

### Religião e ciência
- Putting it all Together: Seven Patterns for Relating Science and the Christian faith. University Press of America, 1995. ISBN 0-8191-9755-6.
- The Encounter between Christianity and Science (1968)
- The Human Quest: a New Look at Science and the Christian Faith (1971, 1976)
- To Every Man an Answer: a Systematic study of the Scriptural basis of Christian Doctrine (1955)
- One Whole Life. (self-published autobiography). 530 pages. 1995.[1]

#### Capítulos de livros
- "Man in the Context of Evolutionary Theory". Horizons of science : Christian scholars speak out. Ed. Carl F. H. Henry. Harper & Row, 1978. ISBN 0-06-063866-4.
- "Scientist as Believer". Expanding humanity's vision of God : new thoughts on science and religion. Ed. Robert L. Herrmann. Templeton Foundation Press, 2001. ISBN 1-890151-50-5.
- "Postscript: Final Reflections on the Dialogue". Summaries by Richard H. Bube and Phillip E. Johnson. Three Views on Creation and Evolution. pp. 249–266. Zondervan, 1999. ISBN 0-310-22017-3.